# Лісна Слобідка
Лісна́ Слобі́дка — село в Україні, у Коршівській сільській громаді Коломийського району Івано-Франківської області. Населення становить 1651 осіб. Колишній орган місцевого самоврядування — Ліснослобідська сільська рада.

## Географія
На південному сході від села бере початок річка Косачівка, права притока Добровідки.

## Історія
У 1900 році в селі мешкало 1912 осіб (1622 греко-католики, 164 римо-католики і 126 юдеїв).
30 грудня 1925 року львівським окружним судом засуджено 23 селян до 61 року і 3 місяців тюрми, а двох — до страти за державну зраду.
1 квітня 1928 року з гміни (самоврядної громади) Слобідка Лісна Коломийського повіту вилучено осаду (хутір) Святий Станіслав і з неї утворено сільську гміну Святий Станіслав того ж повіту, межею між гмінами визначено гостинець Станіслав-Коломия.
У 1939 році в селі проживало 1930 мешканців (1700 українців-грекокатоликів, 120 українців-латинників, 20 поляків і 90 євреїв).
У травні 1947 року працівники МДБ вивезли за село і розстріляли Дмитра Дутчака (нар. 1895), а труп покинули, сподіваючись, що прийде попрощатися з загиблим його син Василь (нар. 1924) — керівник райпроводу ОУН (псевда — Чорний, Бистрий). Однак підпільник із незалежних від нього причин так і не з'явився (загинув Василь Дутчак 14 лютого 1950 року в сусідньому селі Раківчику). За даними облуправління МДБ у 1949 році в Коршівському районі підпілля ОУН найактивнішим було в селах Лісна Слобідка і Раківчик.

## Населення

### Мова
Розподіл населення за рідною мовою за даними перепису 2001 року:
| Мова       | Кількість | Відсоток |
| ---------- | --------- | -------- |
| українська | 1645      | 99.64%   |
| російська  | 6         | 0.36%    |
| Усього     | 1651      | 100%     |

## Церква
Церква Святого Миколая 1839 року — пам'ятка архітектури місцевого значення під охоронним № 816-м. Адміністратором парафії є о. Василь Дмитрук.
У серпні 2016 року громада Перенесення мощей Святителя Миколая перейшла з-під юрисдикції УАПЦ в УПЦ КП. Настоятель прот. Володимир Лучак.

## Газове родовище
Поблизу села є газове родовище. На ділянці 30×10 метрів газ просочується на поверхню та палає. Найбільший грифон сягає 1 метра, полум'я підіймається на висоту 0,5 метри. Місцеві селяни називають це явище «вічний вогонь». Газ горить впродовж останніх двох десятиліть. Також значна концентрація природного газу призводить до значного погіршення органолептичних властивостей води у двох криницях.
Родовище не використовується. У 2009 році ДП «Західукргеологія» (Частина НАК «Надра України») зафіксувало витік газу. Вартість першочергових робіт з припинення витоку газу оцінено у 2 млн. грн., та через відсутність коштів, роботи не були проведені. У 2010 році виготовлено проектно-кошторисну документацію на буріння пошуково-розвідувальної свердловини № 4 «Коломийська» та розпочато підготовчі роботи для установки бурового обладнання.